# Merobruchus julianus
Merobruchus julianus är en skalbaggsart som först beskrevs av Horn 1894.  Merobruchus julianus ingår i släktet Merobruchus och familjen bladbaggar. Inga underarter finns listade i Catalogue of Life.